# لوتا، جهلم
لوتا (به انگلیسی: Lota) یک روستا در پاکستان است که در پنجاب واقع شده‌است. لوتا ۲۳۱٫۶۵ متر بالاتر از سطح دریا واقع شده‌است.